# Инокентий III
Инокентий III е папа на Римокатолическата църква от 1198 г. Светското му име е Джовани Лотарио, граф ди Сени, роден през 1160 или 1161 г., умира през 1216 г. Той успява да реформира Римската курия, възстановява и усилва авторитета на Папската държава, усилено работи по организацията на кръстоносните походи, бори се с ересите в Италия и Южна Франция. Инокентий III успява да формулира солидна доктрина на папската власт. Понтификатът му е връхната и същевременно най-чистата проява на средновековното папство. Той издига службата си до полубожествена и определя мястото на папата между Бог и човек – над човека, но под Бог, с което въвежда и титула „Христов заместник“. Неговото поведение на европейската политическа сцена става наръчник за бъдещите папи. През 1215 г. провежда Четвъртия латерански събор, който въвежда множество реформи.

## Биография
Получил теологическо образование в Париж при Пиер Корбьойски и подготвен по каноническо право в Болоня при Угочино Ферарски, Лотар се издига бързо в йерархията на папската курия и става кардинал през 1190 г. Когато е избран за папа, все още не е в свещенически сан и е само на 38 години.
Единодушният избор го спасява от контестации и антипапи, а малолетието на бъдещия император Фридрих II след смъртта на Хенри VI отвързва ръцете му за най-активния средновековен понтификат. Без да има идеологическата нагласа на Григорий VII, Инокентий III е юрист, прагматик и е предприемчив. Искрен в намеренията си, изкусен дипломат, той е преди всичко зает да утвърди пълната власт на папската курия в Европа.

## Църковна дейност
В църковните дела Инокентий III има благоразумието и острия нюх да подкрепи францисканците, но също така няма скрупули да разреши на св. Доминик безпощадна разправа с албигойците и разорение на Южна Франция. Той остава далече от християнизацията на низините, но като държи изкъсо епископата, той постига за около 20 години обединение на Европа около папската курия. Налага индиректното участие на папата при избора на император, а благословията, короноването и инвеститурата му са в ръцете на папата и са окончателни от негово име.
Четвъртият латерански събор през 1215 г. бележи върха на понтификата на Инокентий III. Съборът провъзгласява официалната доктрина за Причастието и останалите догмати на Християнството в най-чист вид; провъзгласява задължителната ежегодна изповед за всеки християнин; забранява създаването на нови религиозни ордени и др. Съборът проправя пътя и на Инквизицията, която в началото не почива на самопризнания чрез мъчения, а на логично разследване и най-вече спестява на набедените престъпници задължението да държат с голи ръце нажежено желязо, да плуват в ледени води или да ги заливат с вряла вода, за да докажат невинността си.

## Политическа дейност
Известен е с усилията си за установяване на върховенство на папската власт над светските владетели и с успех се намесва в светски въпроси в редица случаи.
Поради непълнолетието на Фридрих II за престола на Свещената Римска империя има двама претенденти – Отон IV и Филип Швабски. Инокентий III подкрепя Филип до смъртта му през 1208 г. и след това своя възпитаник Фридрих II под клетва, че ще признае васална зависимост на Сицилианското кралство.
В средата на понтификата му се разгаря конфликтът между френския крал Филип II Август и крал Джон Безземни, който в началото на понтификата притежава значителни владения във Франция, за които дължи васален данък на Филип. През 1202 Филип конфискува земите на Джон и избухва четиригодишна война. Френската армия постига успехи и Джон се обръща към папата за правосъдие. Инокентий III отговаря с писмо Novit ille („Той знае“), в което отказва да обвини Филип, но потвърждава, че може да се намеси в светските дела чрез ratio peccati („по причина на грях“). Novit ille става част от каноничното право и в течение на векове се използва за оправдание на папската намеса в светски дела.
Инокентий III налага на Филип II Август да приеме обратно изгонената си съпруга Ингебор Датска и след това подкрепя краля срещу Отон IV и Джон Безземни. След победата на Филип II при Бувин папата печели повече от френския крал, тъй като налага волята си в цяла Европа.
Джон Безземни се признава за негов васал, след като не успява да свали Стивън Ландън като Кентърбърийски архиепископ и се сблъсква с опозицията на бароните си.
Инокентий III е инициатор на Четвъртия кръстоносен поход, осъществил се от 1202 г. до 1204 г. и приключил с превземането на Константинопол на два пъти.
През 1204 г. сключва уния с цар Калоян, за което му дава титлата крал, а на търновския архиепископ Василий I Български – примас.